# 福斯公司
福斯公司（英語：Fox Corporation），由迪士尼收购21世纪福斯资产后，收购协议以外的部分组成。该公司于2019年3月19日开始股票交易。
福斯公司是21世纪福斯公司的合法继承者（新闻集团的再继承者），主要经营电视广播、新闻和体育直播。其姐妹公司新闻集团，持有默多克的报纸股份以及澳大利亚的其他媒体资产（均由他和他的家族通过家族信托持有，各持有39%的股权）。 默多克为联合执行董事长，他的儿子拉克兰·默多克是董事长兼首席执行官。
福斯的资产包括福斯廣播公司、福斯电视台、福斯新闻、福斯財經網以及本土运营的福斯体育等。

## 历史

### 形成
2017年12月14日，迪士尼公司宣布有意收購21世纪福斯的影視娱乐、有线娱乐和直播卫星部门。而其余的部分，将整合為一个「新的福斯」，持有的资产包括福斯的广播电视网络、新闻频道以及福斯体育。而福斯区域體育网络包含在出售資產中。2018年5月确认由拉克兰·默多克管理新的福斯公司。
併購將面临反垄断审查，由于美国联邦通信委员会（FCC）的複數無線電視網所有權限制規則（Dual Network Rule）禁止顶级广播网络之间的合并，迪士尼在法律上无法同时拥有ABC和福斯网络。 美國司法部下令，迪士尼在90天内關閉福斯区域体育网络。司法部认为，迪士尼拥有的ESPN（80%）與福斯区域网络结合将使迪士尼在有线体育市场占据主导地位。
2018年中旬，康卡斯特對迪士尼計劃收購的資產以及天空公司（21世纪福斯控股的公司）发起竞标。 2018年7月，福斯同意迪士尼將收購價增至713亿美元，以抵御康卡斯特的反竞标。 英国监管机构下令對天空公司進行盲拍，被康卡斯特購得。
2018年10月10日，据报道正在筹备即将完成的出售，整合為「新福斯」将在2019年1月1日實現。 2018年11月14日透露，新独立的公司将保持原来的「福斯」名称。
2019年1月7日，福斯公司的登记表已提交美国证券交易委员会。
2019年1月11日，福斯的证券文件中表示没有计划竞标其以前的区域体育网络。
2019年3月12日，迪士尼宣佈，交易将在2019年3月20日完成。 在2019年3月19日，福斯公司正式在标普500交易，替换21世纪福斯。 共和党政治家及前议长保罗·瑞恩加入福斯董事会。

## 公司管理層

### 董事会
- 鲁伯特·默多克（聯席董事長）[21]
- 拉克蘭·默多克（董事長和首席执行官）[21]
- 保羅·萊恩（董事）[21]
- Jacques Nasser（董事）[21]
- Anne Dias（董事）[21]
- Roland A. Hernandez（董事）[21]
- Chase Carey（董事）[21]

### 行政管理
- John Nallen（首席运营官）[4]
- Paul Cheesbrough（首席技术官）[22]
- Steve Tomsic（首席财务官）[22]
- 董奉亭（首席法務官、首席策略官）[22]
- Joseph Dorrego（首席投资者关系官、公司举措执行副总裁）[23]
- Mike Biard（运营與發行总裁）[22]
- Marianne Gambelli（广告營銷总裁）[22]
- Charlie Collier（娛樂部門首席执行官）[24]
- Eric Shanks（Fox Sports首席执行官）[22]

## 资产
- 福斯娱乐
  - 福斯廣播公司
  - Fox Now
  - Sidecar[25]
- 福斯电视台集团（英语：Fox Television Stations）
  - 28家电视台
  - MyNetworkTV
  - Movies!（50%）
- 福斯新闻集團
  - 福斯新聞頻道
  - 福斯財經網
  - 福斯新闻电台
  - 福斯卫星新闻电台（英语：Fox News Talk）
  - Fox Nation
- 福斯体育傳媒集團
  - 福斯體育
  - 福斯體育1台 (美國)（英语：Fox Sports 1）
  - 福斯體育2台 (美國)（英语：Fox Sports 2）
  - 福斯西班牙语体育台（英语：Fox Deportes）
  - 十大聯盟體育网（英语：Big Ten Network）（51%）
  - 福斯足球Plus台（英语：Fox Soccer Plus）
  - 福斯賽車台（英语：Fox Sports Racing）
  - 福斯体育电台（英语：Fox Sports Radio）
  - 福斯体育数字媒体（英语：Fox Sports Digital Media）
    - FoxSports.com
    - Fox Sports Go